# Lista episoadelor din Galactik Football
Galactik Football este un serial de animație creat de Augias Imaginaction și coprodus de Gaumont Alphanim, France 2 (sezoanele 1–2) și Telegael (sezonul 3) în asociere cu Audi'Art, Welkin (sezonul 1), Hosem (sezonul 1), LuxAnimation (sezonul 1), Jetix Europe (sezoanele 1–2), Carloon (sezonul 2), Europool (sezonul 2) și DQ Entertainment (sezonul 3) cu participarea Gulli (sezonul 3) și Disney XD (sezonul 3). Serialul a avut premiera pe 3 iunie 2006 și finalul pe 27 octombrie 2011, cu trei sezoane și 78 de episoade difuzate în total.

## Sezonul 1
1. Reîntoarcerea
2. O nouă speranță
3. Provocarea
4. Echipa
5. Căpitanul
6. Al doilea "vânt"
7. Cățelușul antrenorului
8. Furtuna
9. Revanșa
10. Pirații
11. Profesorul
12. Evadarea
13. Atacantul
14. Gaura neagră
15. Ultima provocare
16. Stadionul Genesis
17. Fiți gata!
18. Sub presiune
19. Vedeta
20. Metafluxul
21. Forfeit-ul
22. Legătura lipsă
23. Poșta neagră
24. Duelul
25. Trădătorul
26. Cupa

## Sezonul 2
1. Întoarcerea pe Genesis
2. Suspendarea lui Rocket
3. O echipă reinventată
4. Noul căpitan
5. Revenirea pe Akillian
6. Regulile Netherrball
7. Dubii
8. Rocket
9. Toate vedetele
10. Rocket contra lui Sinedd
11. Campionii se împiedică
12. Ultima confruntare
13. Fără Flux
14. O nouă provocare
15. Revelations
16. New Rules
17. Open Doors
18. Warren Steps In
19. The Technodroid V3s
20. The Fallen Star
21. Coach Artegor
22. Rocket, the Midfielder
23. Destiny
24. Final Preparations
25. A Team Unravels
26. Bleylock's Revenge

## Sezonul 3
1. Stars in Danger
2. The Break-up
3. Welcome to Paradisia
4. A New Strategy
5. Resonance
6. May the Show Begin!
7. Fathers and Sons
8. The Other Side of Paradisia
9. The Secret of Deep Stadium
10. Friends and Enemies
11. Battle for the Final
12. Betrayal on the Field
13. Endgame
14. A New Start
15. Crossed Fates
16. The Secrets of the Breath
17. Reconstituted Families
18. Sinedd's Shadow
19. The Ghost of Paradisia
20. Walk for a Pirate
21. Farewell, Paradisia
22. All Together!
23. Lost Illusions
24. The Second Chance
25. On All Fronts
26. The Stars of Akillian are Eternal